# بنوآ پدرتی
بونوآ پدرتی (به فرانسوی: Benoît Pedretti) بازیکن فوتبال و هافبک اهل فرانسه است که از سال ۲۰۰۲ تا کنون (۲۰۱۳) میلادی عضو تیم ملی فوتبال فرانسه بوده‌است. وی در ۲۲ بازی ملی حضور داشته است و در بازی‌های ملی‌اش گلی به ثمر نرساند.
وی سابقه حضور در باشگاه فوتبال نانسی را در کارنامه دارد.